# ندا شهسواری
ندا شهسواری (زادۀ ۳۰ شهریور ۱۳۶۵) بازیکن تنیس روی میز اهل ایران است که سه دوره سابقه حضور در المپیک را دارد. وی بازیکن باشگاه پتروشیمی بندر امام است.

## زندگی
ندا شهسواری در ۳۰ شهریورِ ۱۳۶۵ در شهر کرمانشاه به دنیا آمد. او دانشجوی رشته تربیت بدنی است و از سال ۱۳۸۰ در تیم ملی تنیس روی میز بانوان ایران عضویت داشته‌است.

## حضور در المپیک
وی با قهرمانی در مسابقات آسیای میانه در ازبکستان، سهمیه بازی‌های المپیک تابستانی ۲۰۱۲ را کسب کرد. او با حضورش در المپیک لندن، اولین زن اهل ایران است که در رشته تنیس روی میز در المپیک حضور پیدا کرده‌است. اما در این بازی‌ها با شکست در بازی اول برابر حریفی از نیجریه حذف گردید.
شهسواری با قهرمانی دوباره در مسابقات آسیای میانه در تاریخ ۲۶ فروردین ۱۳۹۵، سهمیۀ بازی‌های المپیک تابستانی ۲۰۱۶ را به دست آورد.در این مسابقات نیز بازی اول خود را به حریفی از بلاروس واگذار کرد و از دور مسابقات کنار رفت.
شهسواری با قهرمانی در مسابقات قهرمانی آسیای میانه در تاشکند  ازبکستان ، توانست سهمیه بازی های المپیک تابستانی ۲۰۲۴ پاریس به دست آورد و برای سومین بار پس از المپیک ۲۰۱۲ و ۲۰۱۶ ، راهی المپیک بشود.

### پرچمداری ایران درالمپیک پاریس
ندا شهسواری با تأیید کمیته ملی المپیک، به همراه مهدی الفتی به عنوان پرچمداران کاروان ایران در بازی‌های المپیک تابستانی ۲۰۲۴ پاریس معرفی شدند.  